# 25232 Schatz
25232 Schatz este o planetă minoră (asteroid), cu un diametru de 5,403 km, din centura de asteroizi. A fost descoperită pe 14 octombrie 1998 la Stația Anderson Mesa de Lowell Observatory Near-Earth-Object Search. 
Obiectul prezintă o orbită caracterizată de o semiaxă mare de 2,8904757 UAi, o excentricitate de 0,07, o înclinație de 3,16603 ° în raport cu ecliptica.